# Ghulam Rasul Mughal
Ghulam Rasul Mughal, född 25 april 1939 i Kapurthala i delstaten Punjab, Indien, är en svensk utövare av karate.
Ghulam Mughal utövar stilen Goju Ryu, inom Goju Kai Karate-do som grundades av Gogen Yamaguchi. Ghulam Mughal har svart bälte 7:e dan och titeln Shihan. Han grundade 1975 Tensho Karateklubb i Helsingborg, där han bott sedan 1959.
Den 30 december 2007 blev Ghulam Mughal en av vinnarna av "Årets eldsjäl", ett årligt arrangemang av Svenska Rikslotteriet/Folkspel. Det är ett föreningsstipendium som delas ut till några riktiga eldsjälar inom det svenska föreningslivet. Det var 20 personer nominerade och av dem kom fem att få varsitt pris på 25 000 kr. Arrangemanget hölls i Globen i Stockholm och var till största delen direktsändt i TV 4.